# Jan Stefani
Jan Stefani, né en 1746 à Prague et mort le 23 février 1829, à Varsovie, est un franc-maçon, compositeur et violoniste tchèque actif en Pologne, chef d'orchestre de l'Opéra national.

## Biographie

### Études
Le musicien fait ses études chez les moines bénédictins de Prague. Après avoir terminé ses études, il devient Kapellmeister de l'orchestre régimentaire du comte Kinsky. Intéressé par une carrière en République de Pologne, il arrive à la cour du roi Stanislas II en février 1779.

### Carrière
Il est engagé comme violon solo du Théâtre national de Varsovie en 1781. On sait qu'il est premier violon jusqu'en 1787, et probablement jusqu'en 1795, date à laquelle l'ensemble est dissous. Il revient à l'orchestre du théâtre en tant que premier violon en 1799 (jusqu'en 1818).
Après son arrivée à Varsovie, il commence rapidement à collaborer avec d'autres compositeurs (également étrangers) et acteurs, dont l'animateur en chef du Théâtre national, Wojciech Bogusławski. Comme Maciej Kamieński (pl) et d'autres compositeurs, il s'intéresse à la musique folklorique. Pour l'écouter, il organise des excursions en dehors de Varsovie.
Stefani est un compositeur fortement influencé par Mozart et l'opéra-comique. La mode est aux mélodies simples et agréables. Il est donc intéressant pour les spécialistes de la musique de cette époque de traiter la musique folklorique en l'utilisant dans la musique classique. C'est ainsi que Stefani compose de nombreuses polonaises, mazurkas et krakowiak.
Il est également l'auteur de messes, d'oratorios et de onze opéras. L'œuvre la plus connue de Stefani est l'opéra basé sur le livret de Wojciech Bogusławski Cud mniemany, czyli Krakowiaki i Górale. L'opéra contient des références audacieuses à la musique folklorique (polonaise, krakowiak, mazur, polka), des arias simples et légères qui rappellent les arias françaises de l'époque, et des passages musicaux complètement mozartiens (par exemple, le Vaudeville au deuxième acte). L'opéra va au-delà du classicisme et constitue un exemple classique d'opéra rural et idyllique. L'œuvre, dont la première a eu lieu en 1794, est accueillie dans une euphorie folle (rappels incessants, folklore bruyant et strident). Le livret contient des motifs clairement insurrectionnels et anti-coloniaux, ce qui explique que, malgré son succès, l'opéra n'est monté que trois fois. Karol Kurpiński se souvient de cet opéra comme étant exceptionnellement distinctif et innovant (il compose lui-même sa propre version - Zabobon, czyli Krakowiacy i Górale). Cet opéra est découvert par Leon Schiller, qui le qualifie de premier opéra national. Les autres opéras de Stefani, tels que Król w kraju rozkoszy, Drzewo zaczaytrowane et Frozyna, sont moins audacieux sur le plan de la composition, bien qu'ils soient expressifs.
Jusqu'à sa mort, il occupe simultanément, par intermittence, le poste de maître de chapelle de la cathédrale Saint-Jean de Varsovie.
Il est inhumé au cimetière Powązki de Varsovie (q.v. 181-4-23).

## Vie privée
L'épouse de Jan Stefani est Fryderyka de Monter (mariés avant 1791). Ils ont au moins six enfants. Casimir Stefani (1791-1811) et Jan Franciszek Stefani (1797-1826) sont violonistes dans un orchestre d'opéra. Eleonora Stefani (1802-1831) est chanteuse d'opéra et Józef Andrzej Stefani (pl) est chef d'orchestre et compositeur.